# Burndown chart
Burndown Chart (též Burn down chart, Burndown report) je graf používaný při agilním řízení projektu, který ukazuje množství práce kolik zbývá dodělat v rámci jednoho sprintu. Je tím vizualizováno tempo práce, což mimo jiné podporuje tým v udržení rychlosti dodávek.

## Princip
Burndown graf má na ose Y množství práce kterou zbývá udělat do konce sprintu. Práce se může sledovat například pomocí jednotky nazývané story point. Na Ose X je čas. Interval osy X je jeden sprint projektu. První hodnota na ose Y je množství práce naplánované pro celý sprint.
Jak práce postupuje, vkládá se do grafu kolik práce zbývá udělat. Tedy odčítá se hodnota “spálené” práce – z čehož je odvozen název grafu. Čára spojující tyto hodnoty v grafu pak vyznačuje množství skutečně zbývající práce.

## Varianty rozšíření
Do grafu může být vyznačena linie ukazující ideální průběh. Ideálním průběh je takový, že je práce prováděna rovnoměrně po celou dobu sprintu, co je graficky vyjádřeno jako úsečka. Tato úsečka začne na bodu daném hodnotou práce naplánované pro celý sprint. Koncový bod je dán nulovým množstvím zbývající práce a časem trvání sprintu.
V některých případech se do grafu vyznačují i další hodnoty ukazující například okamžik dokončení a hodnotu práce jednotlivých úkolů.

## Interpretace grafu
V případě, že je linie ukazující reálně odvedenou práci nad linií ideálního průběhu, je projekt za plánem. Naopak v případě, ve kterém je tato linie pod čarou ideálního průběhu, jsou práce dokončovány rychleji než bylo odhadováno.

## Využití grafu
Burndown graf ukazuje pokrok v práci a rychlost jakou je pokrok dosahován. Graf slouží k prezentaci postupu práce pro zákazníka. Zvolená forma by také měla podporovat tým ve snaze udržet tempo dodávek.
Na základě dosahovaného výkonu může projektový manažer udělat revizi původních odhadů, kterou aplikuje při plánování. S postupem projektu získává tým zkušenosti s řešenou problematikou, technologií a hlubší porozumění pro zadání projektu a jeho úkolů. V agilním projektu bývají jednotlivé požadavky obvykle popsány volněji, například ve formě tak zvaných user story. Zkušenosti a znalost reálně dosahované rychlosti realizace vede k tomu, že odhady se mohou v průběhu postupu projektu zlepšovat.